# Südpark (Berlin-Rudow)
Der Südpark ist ein im Jahr 2002 eingeweihter Landschaftsgarten im Berliner Ortsteil Rudow des Bezirks Neukölln.

## Lage und Geschichte
Der Park befindet sich im südlichen Teil Rudows und wird von folgenden Straßen begrenzt: im Norden vom Käte-Frankenthal-Weg und vom Hiltrud-Dudek-Weg, im Westen von der Schönefelder Straße und im Osten von der Waltersdorfer Chaussee. Den südlichen Abschluss bildet der Berliner Mauerweg als Grenze zum Land Brandenburg.
Der Park entstand im Jahr 2002 im Zusammenhang mit dem Bau der nördlich angrenzenden Gartenstadt Rudow-Süd, in der auch das Frauenviertel und der Nordpark liegen.

## Gestaltung
Im westlichen Teil des Parks hat der Bezirk eine Grünfläche anlegen lassen, die mit mehreren Findlingen aufgelockert wurde. Das zentrale Element des Parks ist eine rechteckige Fläche, die mit Birken bepflanzt wurde. In der Mitte dieser Fläche befindet sich ein Klettergerüst für Kinder, das an ein Hexenhaus erinnern soll. Daran schließt sich im östlichen Teil eine offene, mit leichten Erhebungen und weiteren Findlingen gestaltete Fläche an.